# ל

筆記体

ל（ラメッド、ヘブライ語: למ״ד, לָמֶד lamed）はヘブライ文字の12番目に位置する文字。ヘブライ数字の数価は30。
ギリシャ文字のΛ、キリル文字のЛ、ラテン文字のLに対応する。
ヘブライ文字のうち唯一アセンダーを持つ。

## 音声
歯茎側面接近音/l/を表す。

## 起源
ウィリアム・オルブライトは牛を逐うための突き棒（מלמד malmad）を描いた文字に由来するとしている。